# 庐州文庙
庐州文庙是明清庐州府的文庙，位于合肥市第四中学内（现为合肥市第六中学中区），同时也是庐州府学所在地，始建于唐朝会昌年间，宋朝时改为景贤书院，直至清朝乾隆年间重修为学宫。咸丰三年（1853年），太平军攻入合肥，火烧庐州府学。平定太平军后李鸿章的弟弟李鹤章将其重新修复。
辛亥革命后废科举制，庐州府学不再使用，直至1929年安徽省立第六女子中学迁入，即是合肥市第四中学的前身。